# 佳陵駅 (陵議線)
佳陵駅（カヌンえき）は大韓民国京畿道議政府市にかつて存在した、鉄道庁陵議線（現・韓国鉄道公社郊外線）の駅である。現在の京元線佳陵駅（当時未開業）とは別地点にあった。

## 歴史
- 1961年7月10日：陵議線の開通に伴い、終点として開業[1]。
- 1963年8月20日：陵議線の議政府駅までの全通（同時に路線名がソウル郊外線へ改称）に伴い廃止[2]。

## 隣の駅
韓国鉄道公社
陵議線
松湫駅 - 佳陵駅